# زعرة (عفرين)
الزعرة قرية سوريّة تتبع إداريّاً لمحافظة حلب منطقة عفرين ناحية مركز بلبل، بلغ تعداد سكانها 343 نسمة حسب التعداد السكاني لعام 2004.